# Гоффин, Джерри
Дже́рри Го́ффин (англ. Gerald "Gerry" Goffin, 11 февраля 1939 — 19 июня 2014) — американский поэт-песенник.
В партнёрстве со своей женой (с 1959 по 1968 гг.) Кэрол Кинг в 1960-е годы создал множество хитов для множества исполнителей. Среди них: «Up On the Roof» (исп. группа The Drifters), «One Fine Day» (The Chiffons), «I’m Into Something Good» (Herman’s Hermits), «Will You Love Me Tomorrow» (The Shirelles), «Take Good Care of My Baby» (Бобби Ви), «Chains» (группа The Cookies), «Don’t Bring Me Down» (The Animals), «Take a Giant Step» (The Monkees), «Goin’ Back» (The Byrds). а также «The Loco-Motion», спеть которую супруги вверили девушке, работавшей у них няней — Литл Иве.
В 1987 году вместе с Кэрол Кинг был принят в Зал славы авторов песен, а в 1990 — в Зал славы рок-н-ролла (в категории «Неисполнители»).

## Дискография
- См. также статью «Список песен на слова Джерри Гоффина»[англ.] в английской Википедии.

### Синглы
- «It's Not The Spotlight» (1973)
- «Back Room Blood (The CD Single)» (1996)

### Альбомы
- It Ain't Exactly Entertainment (1973)
- Back Room Blood (1996)
- It Ain't Exactly Entertainment Demo & Other Sessions